# 柴田正
柴田 正（しばた ただし、1901年7月21日 - 1968年3月13日）は日本の実業家。理化学ガラスの製造メーカー柴田科学株式会社の創業者。日本理化学硝子機器工業会会長、日本科学機器団体連合会理事などの要職を務め、業界の発展に貢献。

## 経歴
愛知県豊田市にて柴田鏡三郎とつる夫婦の長男として誕生する。祖父の柴田順平は内藤藩の郡奉行を務めていた。15歳の時、家族と共に東京へ上京し、浅草吉野町の小熊信蔵の経営する硝子工場へ弟子入りし、理化学硝子工業への第一歩を踏み出す。17歳の時、本郷弓町の村井友次郎のガス加工場へ引き抜かれて行く。大正十年（1921年）本郷金助町に柴田製作所を創業し、理化学硝子の加工品の製造販売を始めた。最初の客は東京帝国大学であった。昭和15年（1940年）、皇紀2600年を記念して業界初の理化学硝子総合カタログを発刊した。
立川陸軍航空技術研究所の監督工場に指定され航空医学の実験器具、ガス分析器、油脂試験器、航空用水準器、などの大量生産に没入する。昭和20年（1945年）3月9日夜の東京下町の大半を焦土と化した東京大空襲にも、奇跡的に焼失を免れる。柴田製作所は柴田化学器械工業株式会社と改称し、社長・柴田正、専務・柴田弘、工場長・杉田定吉となる。当時、海軍では、2号指令の噴射液体製造用として、濃度95%の過酸化水素を江戸川化学の神奈川山北工場に造らせ、必要なガラス容器を森川惣助、関谷幸吉、小林吉次郎、池田泰三、池本喜三などの、軍指定の商社を通じて製造させた。相次ぐ空襲で、ガラス工業界も大被害の続出だったが、本郷東大の敷地内には、軍司令による高圧ガスが埋設されていた。そして柴田化学器械工業内に、軍指定の都市ガス溶融による硝子工場が出現した。多くの工場消失で、失職中の工員が集めて操業を開始した。柴田化学器械工業、柴田ハリオ硝子、ソニーの出資により、柴田ソニー硝子を設立し、マイクロテレビ用ブラウン管の製造に着手する。初代代表取締役社長に就任した。通産省は昭和42年（1967年）3月18日、国家褒章者を発表した。明治このかたガス加工のガラス屋に、国家的受章者はいなかったが、この業界で初めての黄綬褒章を叙勲となった。昭和43年（1968年）3月13日に急逝する。生前の功績により従六位勲五等瑞宝章を追贈された。

### 書籍
- 秋山 寵三『日本硝子細工夜話』（初版）日本硝子細工夜話刊行会、1967年4月1日。
- 木下 義夫『理化学ガラスの変遷』（初版）理化学ガラスの変遷明治大正昭和三代を語る会刊行会、1983年4月。
- 木下 義夫『日本理化学硝子躍動百五十年史』（初版）木下理化工業株式会社、1999年6月20日。